# Naum Gabo
Naum Gabo, eg. Naum Abramovitj Pevsner, född 5 augusti 1890 i Brjansk i Kejsardömet Ryssland, död 23 augusti 1977 i Waterbury i Connecticut, var en rysk målare och skulptör med ett internationellt verksamhetsfält.
Gabo utbildade sig först till ingenjör i München, innan han började göra sina abstrakta konstruktioner. Den första, Byst (1915), var ett kubistiskt inspirerat verk i trä. 1917 återvände han tillsammans med sin äldre bror, målaren Antoine Pevsner, till Ryssland och bosatte sig i Moskva. Där lärde han känna det lokala avantgardet som leddes av Malevitj och Tatlin.

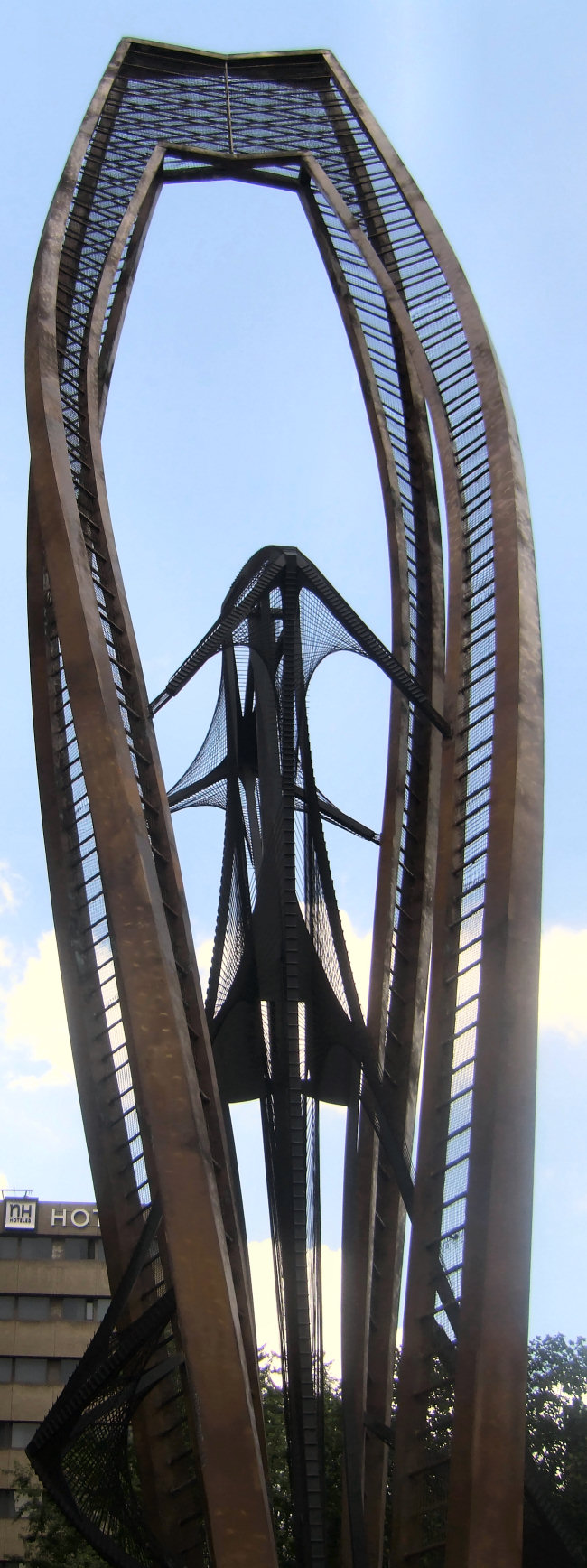
Skulptur av Naum Gabo i Rotterdam.

1920 publicerade bröderna Det realistiska manifestet, där de tog avstånd från Tatlins funktionalism och Rodtjenkos konstruktivism. Ett år senare lämnade de Ryssland då de fann det konstnärliga klimatet där för ogynnsamt och reste till Berlin. 
Gabo fortsatte att utveckla sina konstruktionsidéer i glas, plast och metall, efter Berlin i Paris, sedan i England och från 1939 i USA. Bland hans sena verk finns en 24,4 m hög skulptur i Rotterdam (1957).
Tre teckningar av honom beslagtogs 1937 som entartete Kunst av propagandaministeriet i Nazityskland på Landesmuseum i Hannover. Efter värdering noterades samtliga som zerstört [förstörda] i protokoll från den tiden.